# Шнурова
Шну́рова (рос. Шнурова) — присілок у складі Верхотурського міського округу Свердловської області.
Населення — 7 осіб (2010, 0 у 2002).